# Oberhausen (Weilheim-Schongau)
Pour les articles homonymes, voir Oberhausen.
Oberhausen est une commune de Bavière (Allemagne), située dans l'arrondissement de Weilheim-Schongau, dans le district de Haute-Bavière.